# Gneu Nevi
Gneu Nevi (llatí: Gnaeus Naevius) va ser un poeta romà nascut probablement a la Campània aproximadament entre l'any 275 aC i 265 aC. Formava part de la gens Nèvia, una gens romana d'origen plebeu.
Se sap a través de Varró que va combatre a la Primera Guerra Púnica, que va començar l'any 264 aC i va durar vint-i-quatre anys. Va començar la seva carrera escrivint drames un gènere que havia introduït a Roma Livi Andrònic feia poc temps. Nevi va representar a Roma la seva primera obra l'any 235 aC, segons Aulus Gel·li. Es coneixen entre 30 i 40 títols de comèdies, moltes de les quals semblen adaptades del grec. Després, va escriure poesia èpica. També va escriure uns divertiments anomenats Ludi (jocs) o Saturae (sàtires). Se'n conserven alguns fragments. Va morir aproximadament l'any 202 aC.

## Biografia
Nevi, natural de la Campània, va lluitar en el bàndol romà durant la Primera Guerra Púnica. Inicià la seva tasca com a poeta dramàtic no gaire temps després que Livi Andrònic, entre els anys 235-231 aC, i aviat, gràcies al seu talent còmic, passà al davant del seu predecessor. La seva sàtira no s'arronsa ni tan sols davant d'Escipió, el qual, sorprès pel seu pare en una situació comprometedora, ha de tornar a casa amb una vestimenta inadequada. D'altra banda, es diu que es va guanyar l'hostilitat de la influent família dels Metels a causa d'aquest vers: «per voluntat del fat [és a dir, sense mèrits propis] els Metels esdevenen cònsols a Roma». D'aquesta manera, Nevi assenyala un vici de la política romana (ja que, segons confirmen els Fastos Consulars, durant molt de temps predomina un restringit nombre de noms gentilicis). A causa d'aquest vers, Nevi va ser empresonat. Va morir a finals del segle iii aC, segurament l'any 202 aC, a Útica.

## Obres
Les obres de Nevi són les següents:
- Poema èpic: Bellum Poenicum.
- Obres dramàtiques:
  - Tragèdies: Aesiona (Hesiona), Danae, Equos Troianus, Hector proficiscens, Iphigenia, Lucurgus, Andromacha.
  - Praetextae: Clastidium, Lupus-Romulus (potser formada per dues obres independents), Veii (insegura).
  - Comèdies: Acontizomenos, Agitatoria, Agrypnuntes, Apella (insegura), Ariolus, Astiologa, Carbonaria, Chlamydaria, Colax, Commotria, Corollaria, Dementes, Demetrius, Dolus, Figulus, Glaucoma, Gymnasticus, Lampadio, Nagido, Nautae, Nervolaria, Paelex, Personata, Proiectus, Quadrigeniti (Quadrigemini?), Stalagmus, Stigmatias, Tarentilla, Technicus, Testicularia, Tribacelus, Triphallus, Tunicularia.
- Varia: Satura (insegura).

El desig d'una vida cultural pròpia del tipus grec és un al·licient pel naixement del drama a Roma. Els béns culturals grecs, que arriben a Roma com a botí des d'Itàlia meridional i Sicília, provoquen noves exigències i interessos, creant un context favorable pel naixement de la literatura. Un primer moment important per a la comèdia està marcat per Nevi, que, a més, també rep influències d'altres fonts d'origen itàlic.
El Bellum Poenicum, un poema èpic significatiu per a la seva època l'origen del qual es remunta a grans esdeveniments històrics, va ser compost per Nevi a partir d'una mirada retrospectiva cap a la seva pròpia experiència. La Primera Guerra Púnica suposa la conquesta de Sicília i consolida la unitat d'Itàlia. La nova identitat creada per aquests fets troba un reflex artístic en aquest poema èpic. L'obra es dividia en diversos llibres, tasca realitzada pel filòleg Octavi Lampadió al segle ii aC, i estava format per uns 4000-5000 versos. Estructura:
- El primer llibre narra un esdeveniment de l'any 263 aC. D'altra banda, és possible demostrar que en el llibre primer i en el tercer Nevi parlava de les aventures d'Enees. Si volem mantenir el nombre de llibres donats per la tradició, podem admetre que Nevi va incloure els fets prehistòrics com un excursus (excurs), procediment característic de l'èpica i de la monografia històrica (així és el poema, segons el contingut). En aquest primer llibre s'explica la fugida de Troia d'Enees i el seu pare Anquises amb els companys, i, com en el primer llibre de l'Eneida, Venus parla amb Júpiter durant una tempesta marina i l'heroi consola els seus homes.
- El segon llibre començava amb una assemblea dels déus, i probablement es narrava la trobada entre Enees i Dido. Es pot pensar fins i tot que la maledicció de Dido a Virgili (llibre IV) derivava de Nevi. La profecia d'un futur venjador no té a l'Eneida una funció estructural immediata, però en Nevi seria un pont entre el mite i el marc històric (Amílcar). L'episodi mític serveix com a fonament per a la comprensió del present; Nevi no actua de manera diferent als historiadors romans posteriors, els quals es remuntaven a èpoques passades per explicar els problemes del seu propi temps.
- En el tercer llibre es parlava de la fundació de Roma. Ròmul apareixia com a net d'Enees.
- Els últims quatre llibres tractaven els esdeveniments després de la Primera Guerra Púnica (cada llibre corresponia a cinc anys).